# Hypocryptadius cinnamomeus
L'occhialino cannella (Hypocryptadius cinnamomeus Hartert, 1903) è un uccello della famiglia Passeridae, endemico dell'isola di Mindanao (Filippine). È l'unica specie nota del genere Hypocryptadius.

## Biologia
È un uccello granivoro che tende a formare gruppi molto numerosi, spesso in associazione con l'occhialino di montagna (Zosterops montanus) e l'occhialino di Goodfellow (Lophozosterops goodfellowi).

## Distribuzione e habitat
Popola la canopia della foresta nebulosa montana dell'isola di Mindanao, nella parte meridionale dell'arcipelago delle Filippine.

## Tassonomia
A lungo considerata come una specie aberrante della famiglia Zosteropidae, H. cinnamomeus si è recentemente rivelato appartenente a un ramo basale della famiglia Passeridae.